# Huta (powiat bydgoski)
Huta – (niem. Hutta, 1942-1945 Wallhütte) wieś w Polsce, położona w województwie kujawsko-pomorskim, w powiecie bydgoskim, w gminie Koronowo.

## Podział administracyjny
| SIMC    | Nazwa      | Rodzaj    |
| ------- | ---------- | --------- |
| 1027917 | Kacze Doły | część wsi |
| 1027969 | Na Polach  | część wsi |
| 1027998 | Stara Huta | część wsi |

W latach 1975–1998 miejscowość należała administracyjnie do województwa bydgoskiego.

## Demografia
Według danych Urzędu Gminy Koronowo (XII 2015 rok) miejscowość liczyła 184 mieszkańców.

## Zabytki
Według rejestru zabytków NID na listę zabytków wpisany jest zespół dworski z XIX w., nr rej.: A/258/1-4 z 15.05.1991:
- dwór, ok. poł. XIX w.
- park, ok. poł. XIX w.
- stajnia, 1897
- gorzelnia, 1897.

## Historia
Nazwa miejscowości Huta została nadana w XVIII w. Wcześniej wieś nosiła nazwę Świniarzewo. W 1386 roku wieś została wykupiona przez byszewskich cystersów. Po zmianie nazwy Huta miała wielu właścicieli. Od początku XIX w. właścicielami dóbr była rodzina Hutten-Czapskich. W 1853 roku właścicielem został Reinhold Rasmus, a w końcu XIX w. Gustaw Baetge. Na początku XX w. właścicielem został Heinrich Bothe. Najprawdopodobniej nazwa wsi wiąże się z rozwiniętym w tej osadzie przemyśle hutniczym. W 1924 roku nastąpiła parcelacja majątku obszarniczego. W wyniku nawałnic z 11 sierpnia 2017 roku miejscowość została dotkliwie zniszczona i wiele budynków musiało zostać zburzonych. 